# مانويل جوانيني
مانويل جوانيني (بالإسبانية: Manuel Guanini)‏ (14 فبراير 1996 بلابلاتا في الأرجنتين - ) هو لاعب كرة قدم أرجنتيني في مركز الدفاع.

## روابط خارجية
- مانويل جوانيني على موقع قاعدة بيانات كرة القدم.إي يو (الإنجليزية)
- مانويل جوانيني على موقع Soccerway.com (الإنجليزية)